# ممرضة شهرية

الممرضة الشهرية هي أمرأة التي تعتني بالأم ورضيعها في فترة ما بعد الولادة.
تاريخيًا، كانت النساء محصورات في أسًرتهم أو في منازلهم لفترات طويلة بعد الولادة; فإن العناية يتم توفيرها من قبل كل من اقربائها النساء (الأم أو الحماة) أو -لأولئك الذين يستطيعون تحمل الإعباء- بواسطة الممرضة الشهرية. إن هذه الأسابيع يطلق عليها الحبس أو الاستلقاء، والتي تنتهي مع إعادة الأم إلى المجتمع في الحفل المسيحي للنساء. إن مصطلح «الممرضة الشهرية» كان مشهورًا في القرن الثامن عشر والتاسع عشر في أنجلترا.
إن هذه الوظيفة مازالت موجودة، مع إن الآن قد يطلق عليها «بعد الولادة» أو «ممرضة الأمومة» أو «اختصاصي رعاية حديثي الولادة» - جميع أنواع المتخصصين من المربيات. تطورت النسخة الحديثة من فترة الراحة هذه لتعطي العناية الكاملة للأم الجديدة وخاصةً إذا كانت تتعافى من ألم الولادة والولادة الصعبة وتحظى هذه المهنة بشعبية خاصة في الصين والشتات حيث يُعرف حبس ما بعد الولادة بـ «الجلوس الشهري».